# Тест на Тюринг
Тестът на Тюринг е тест, предложен от британския математик Алан Тюринг през 1950 г. в статията му „Изчислителни машини и разум“ (Computing Machinery and Intelligence), публикувана в списание „Mind“ (сп. „Съзнание/Ум“). Тестът е за проверка дали компютърът има разум в човешкия смисъл на думата. Тюринг предложил тест, който да замени безсмисления според него въпрос „Може ли машината да мисли?“ с по-определен. Съвременната интерпретация на този тест изглежда по следния начин: Човек взаимодейства дистанционно с двама събеседници – компютър и човек; на основание на отговорите на въпросите, тестовият субект е длъжен да определи с кого разговаря – с машина (изкуствен интелект/компютърна програма) или с жив човек; задачата на компютърната програма е да въведе човека в заблуда, карайки го по този начин да направи грешен избор.
До 2008 година няма информация някоя от съществуващите компютърни системи да е преминала теста.

## Оригинална постановка
Тестът е на основата на игра с името „Imitation game“ (игра на имитация).
Мъж и жена се намират в една стая и си разменят бележки с водещия, който е в друга стая. Задачата на водещия е да определи кой от двамата е жената. Задачата на мъжа е да обърка водещия. Задачата на жената е да помогне на водещия да направи правилен избор. Тюринг задава въпроса какво ще стане, ако мъжът се замени с машина. Ще може ли водещият да направи правилен избор и ще се поддаде ли на машината да го излъже? Отговорът на този въпрос показва може ли машината да се явява като мислеща.

## Съвременна интерпретация
Тестът е необходимо да протече по следния начин: съдия (човек) разменя съобщения на обикновен език (естествен, човешки език, напр. български или английски) с двама събеседници. Единият от тях е машина, а другият е човек. Предполага се, че всеки от събеседниците ще се стреми да бъде възприет като човек. За да се направи тестът универсален, е нужно да се разменят текстови съобщения (напр. посредством програма за чат разговори).

## Приложение
Преди няколко години беше създаден тест на Тюринг за финансисти. Експериментите с този тест показват, че човек умее да открива закономерности в случайни на пръв поглед събития. В случая, това е проверено с данни от финансовите пазари.